# Dombasle-devant-Darney
Dombasle-devant-Darney ist eine französische Gemeinde mit 77 Einwohnern (Stand: 1. Januar 2022) im Département Vosges der Region Grand Est. Sie gehört zum Arrondissement Neufchâteau und zum Gemeindeverband Les Vosges côté Sud-Ouest. Die Bewohner werden Dombaslois und Dombasloises genannt.

## Geografie

### Lage
Dombasle-devant-Darney liegt in der ehemaligen Region Lothringen etwa 13 Kilometer südöstlich von Vittel und etwa 30 Kilometer westlich von Épinal.
Umgeben wird Dombasle-devant-Darney von den sieben  Nachbargemeinden:

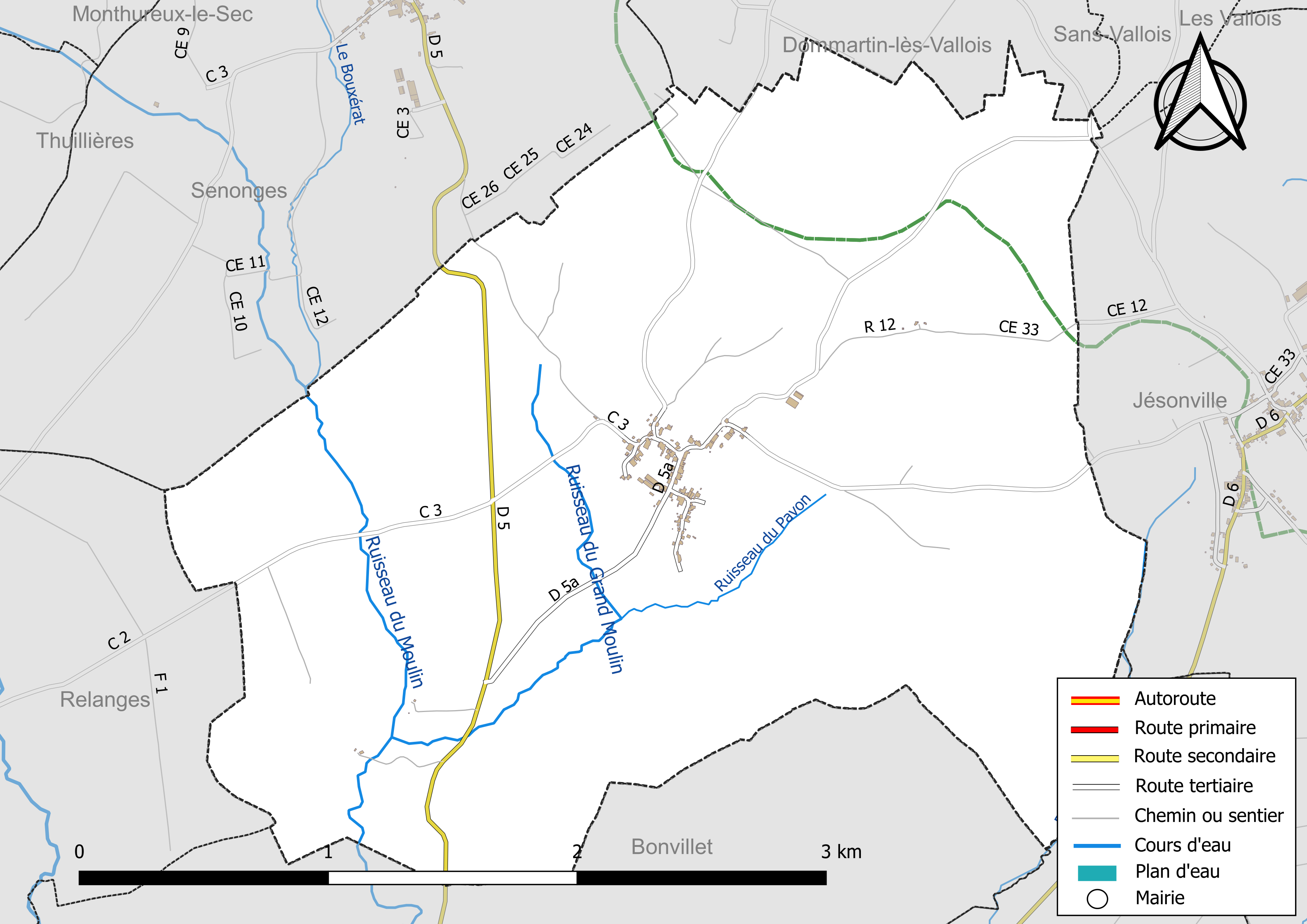
Gewässer und Straßen der Gemeinde

| Senonges | Dommartin-lès-Vallois                       | Sans-Vallois |
| Relanges | Kompassrose, die auf Nachbargemeinden zeigt | Jésonville   |
|          | Bonvillet                                   | Belrupt      |

### Hydrografie
Die Gemeinde liegt teilweise im Einzugsgebiet des Rheins und teilweise im Einzugsgebiet der Rhone. Sie wird durch den Ruisseau du Grand Moulin, den Ruisseau du Moulin, den Bouxérat, den Ruisseau de Joncey und den Ruisseau du Pavon entwässert.

## Bevölkerungsentwicklung
| Dombasle-devant-Darney: Einwohnerzahlen von 1793 bis 2016                                                                  | Dombasle-devant-Darney: Einwohnerzahlen von 1793 bis 2016 | Dombasle-devant-Darney: Einwohnerzahlen von 1793 bis 2016 | Dombasle-devant-Darney: Einwohnerzahlen von 1793 bis 2016 | Dombasle-devant-Darney: Einwohnerzahlen von 1793 bis 2016 |
| --- | --------------------------------------------------------- | --------------------------------------------------------- | --------------------------------------------------------- | --------------------------------------------------------- |
| Jahr |                                                           |                                                           |                                                           | Einwohner                                                 |
| 1793 | 1793                                                      |                                                           | 318                                                       | 318                                                       |
| 1800 | 1800                                                      |                                                           | 382                                                       | 382                                                       |
| 1806 | 1806                                                      |                                                           | 436                                                       | 436                                                       |
| 1821 | 1821                                                      |                                                           | 443                                                       | 443                                                       |
| 1831 | 1831                                                      |                                                           | 501                                                       | 501                                                       |
| 1836 | 1836                                                      |                                                           | 516                                                       | 516                                                       |
| 1841 | 1841                                                      |                                                           | 514                                                       | 514                                                       |
| 1846 | 1846                                                      |                                                           | 509                                                       | 509                                                       |
| 1856 | 1856                                                      |                                                           | 439                                                       | 439                                                       |
| 1861 | 1861                                                      |                                                           | 457                                                       | 457                                                       |
| 1866 | 1866                                                      |                                                           | 443                                                       | 443                                                       |
| 1876 | 1876                                                      |                                                           | 445                                                       | 445                                                       |
| 1881 | 1881                                                      |                                                           | 417                                                       | 417                                                       |
| 1886 | 1886                                                      |                                                           | 380                                                       | 380                                                       |
| 1891 | 1891                                                      |                                                           | 322                                                       | 322                                                       |
| 1896 | 1896                                                      |                                                           | 325                                                       | 325                                                       |
| 1901 | 1901                                                      |                                                           | 321                                                       | 321                                                       |
| 1906 | 1906                                                      |                                                           | 289                                                       | 289                                                       |
| 1911 | 1911                                                      |                                                           | 278                                                       | 278                                                       |
| 1921 | 1921                                                      |                                                           | 204                                                       | 204                                                       |
| 1926 | 1926                                                      |                                                           | 183                                                       | 183                                                       |
| 1931 | 1931                                                      |                                                           | 169                                                       | 169                                                       |
| 1936 | 1936                                                      |                                                           | 159                                                       | 159                                                       |
| 1946 | 1946                                                      |                                                           | 140                                                       | 140                                                       |
| 1954 | 1954                                                      |                                                           | 156                                                       | 156                                                       |
| 1962 | 1962                                                      |                                                           | 122                                                       | 122                                                       |
| 1968 | 1968                                                      |                                                           | 100                                                       | 100                                                       |
| 1975 | 1975                                                      |                                                           | 81                                                        | 81                                                        |
| 1982 | 1982                                                      |                                                           | 106                                                       | 106                                                       |
| 1990 | 1990                                                      |                                                           | 110                                                       | 110                                                       |
| 1999 | 1999                                                      |                                                           | 90                                                        | 90                                                        |
| 2006 | 2006                                                      |                                                           | 103                                                       | 103                                                       |
| 2011 | 2011                                                      |                                                           | 89                                                        | 89                                                        |
| 2016 | 2016                                                      |                                                           | 82                                                        | 82                                                        |
| Quelle(n): EHESS/Cassini bis 1999, INSEE ab 2006 Anmerkung(en): Ab 1962 offizielle Zahlen ohne Einwohner mit Zweitwohnsitz |                                                           |                                                           |                                                           |                                                           |

## Sehenswürdigkeiten
- Kirche Saint-Basle aus dem 19. Jahrhundert mit einem romanischen Eingangsportal aus dem 12. oder 13. Jahrhundert

Kirche Saint-Basle
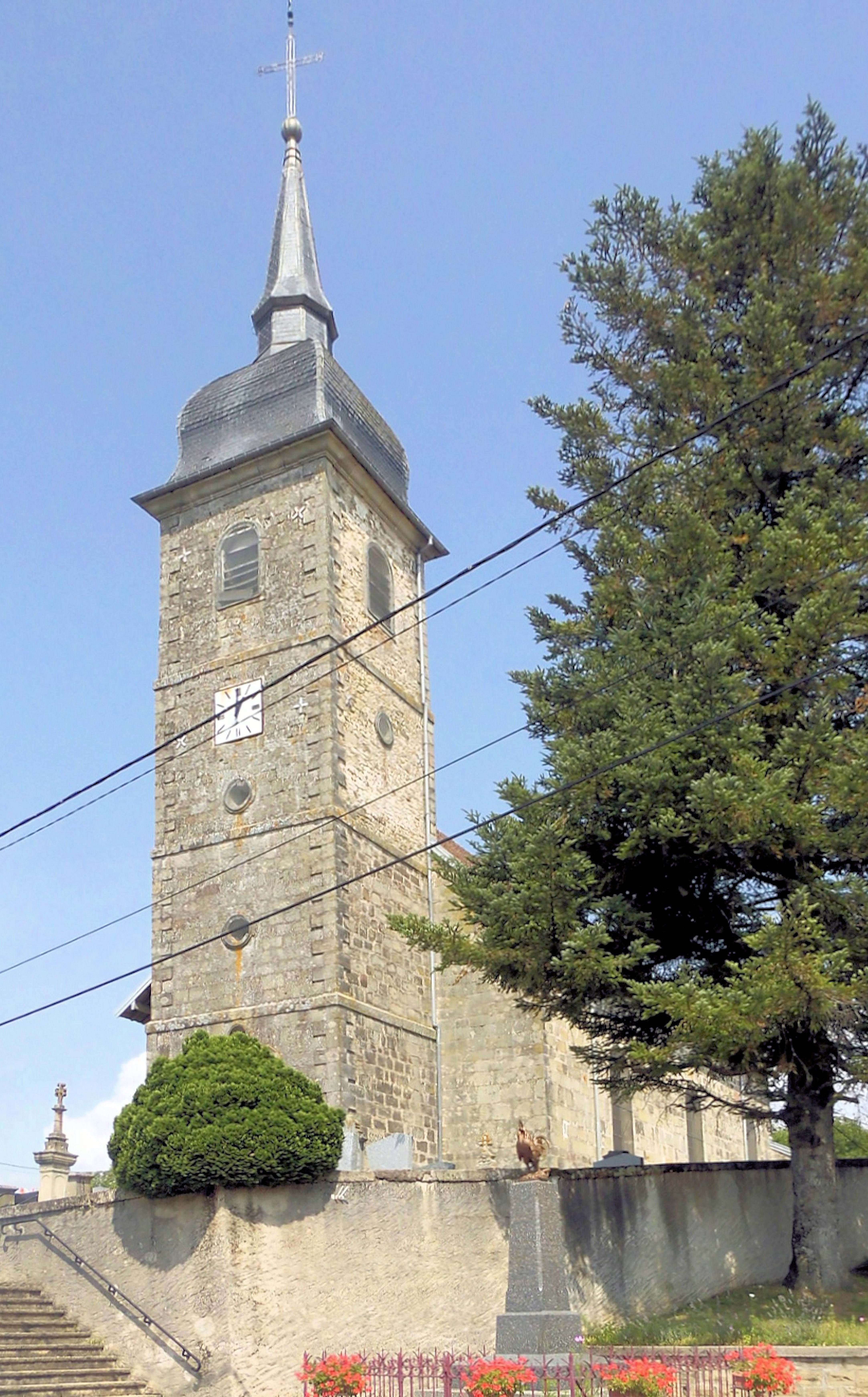
Südostseite
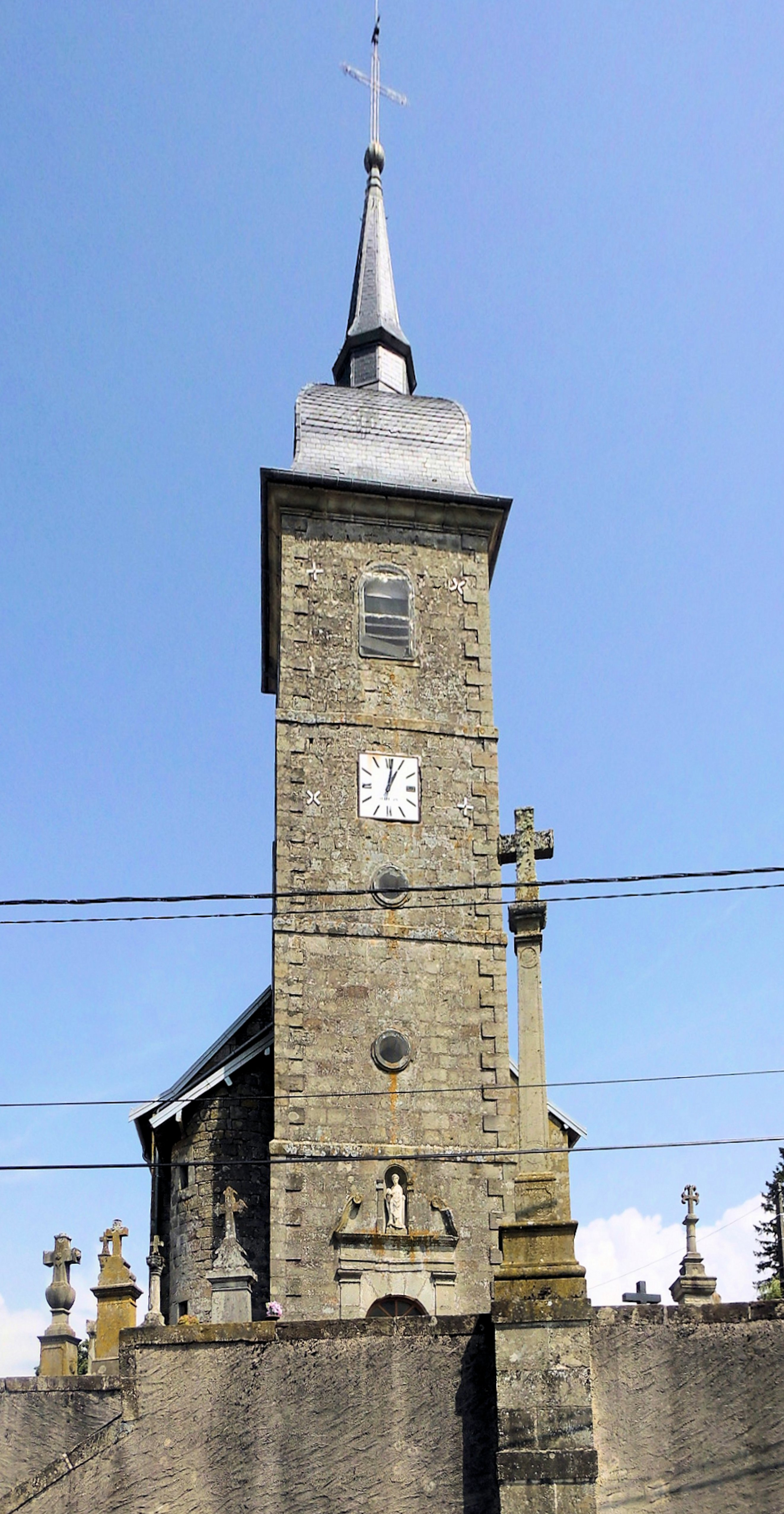
Südseite
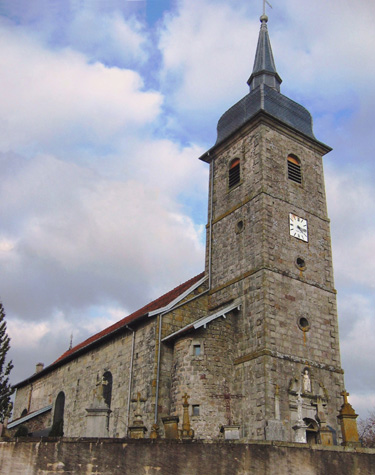
Südwestseite